# 리아 퍼셀
리아 퍼셀(Leah Purcell, 1970년 8월 14일 ~ )은 오스트레일리아의 배우, 영화 감독, 가수, 음악 평론가이다.

## 영화
- 클레버맨 (2016년)
- 다윈으로 가는 마지막 택시 (2015, Last Cab to Darwin) - 렉스 역
- 쉬 세이 (2012년)
- 투모로우 (2009년)
- 진다바인 (2006년)
- 프로퍼지션 (2005년)
- Love My Way (2004년)
- 아찔한 십대 (2004년)
- 란타나 (2001년)